# 大前純史
大前 純史（おおまえ じゅんし、1951年3月10日 - ）は、日本の画家。

## 概説
1951年、兵庫県宍粟市に生まれる。
高校時代の1967年に現代美術作家に入門。また、京都国立近代美術館でマルセル盗難事件の数日前に観たロートレック展のロートレックの筆致の素晴らしさに感動する。
大阪芸術大学在学中は大阪万博・松下館の天井装飾の工事や大劇アルバイトサロンのボーイ、阿倍野区にあるアポロビル地下のパールでのバーテンや朝日放送のケーブルマンなど30種類ほどのアルバイトに明け暮れる。合間に当時は絶対的な地位にあったビートルズの似顔絵をひたすら描いて過ごす。
株式会社資生堂では宣伝部制作室にグラフィックデザイナーとして配属。
資生堂ではエリクシール、リバイタル、UVホワイト、香水、クレ・ド・ポー、デパート全般などにおける広告制作物（グラフィック・ポップ類・TVCM）のデザイナー、ディレクターとして企画および制作。
資生堂時代、パリの出張時には必ず一日はオルセー美術館のゴッホとゴーギャンの部屋で開館から閉館まで過ごして色を目に焼き付ける。
入社当時宣伝部制作室長の水野卓史氏から日本画の夜学での勉強と10万枚のクロッキーを命ぜられる。40年かけてやっと3万枚のクロッキーを描く。
1991年設立したジョーズでは、大塚製薬のザ・カルシウム、ワナナイト、ホット・ポー、ネイチャーメードなどの新発売プロモーションをデザイナー、ディレクターとして企画および制作

大鵬薬品工業のチオビタドリンク、チオビタドリンク2000、マイルーラなどのプロモーション広告をデザイナー、ディレクターとして企画および制作
またチオビタドリンク1000、チオビタドリンク2000、チオビタドリンク・ヘルシー、ソルマックS、ポリカイン、ペレックストローチなどのパッケージデザインをデザイナー、ディレクターとして企画および制作
千葉県庁「チバザポーク」のロゴマークやアクアラインのロゴマークを制作
事務所を立ち上げた時から集英社やマガジンハウス、宝島社などからの挿し絵の仕事や本格的な絵の勉強を始める。特にゴーギャンの模写に心血を注ぎ、筆使いや塗りの技術を学ぶ。

## ギャラリー

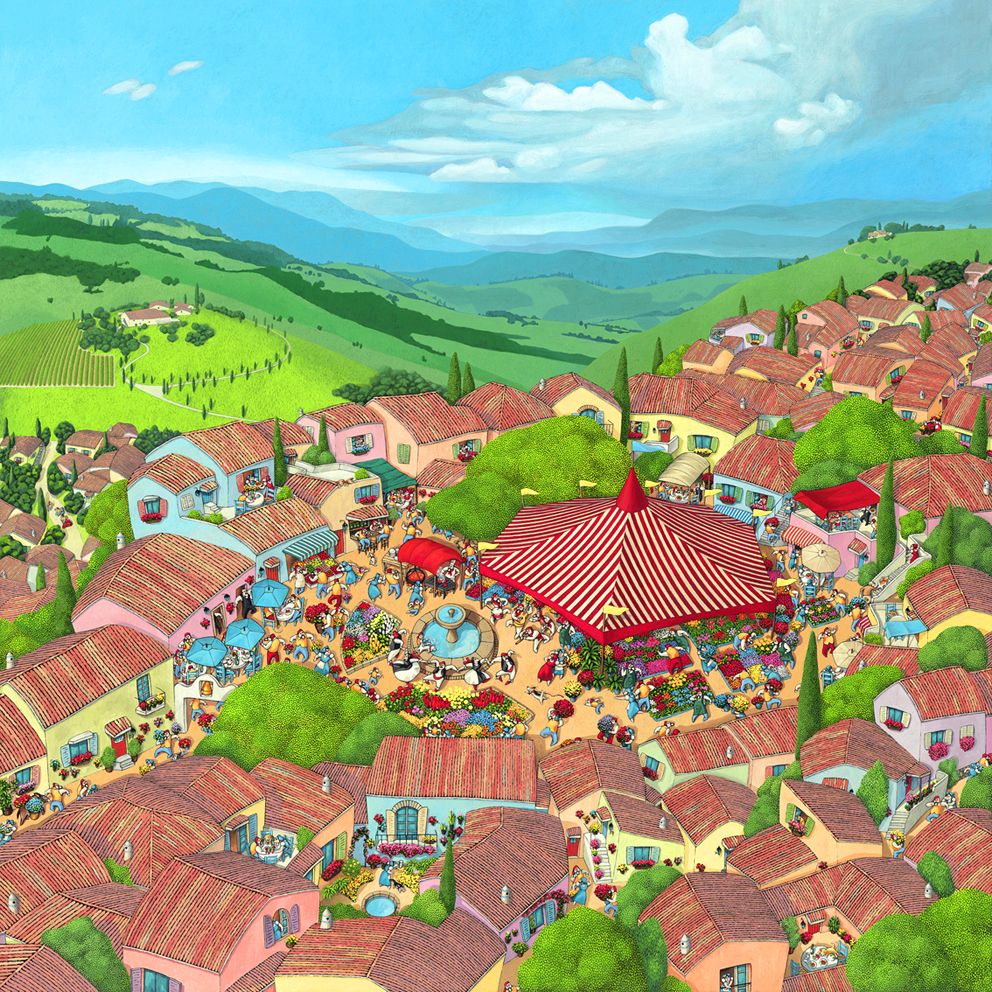
『春_花市』 『四季』より。油彩・アクリル絵の具併用、25号S（803×803）VintageCave社
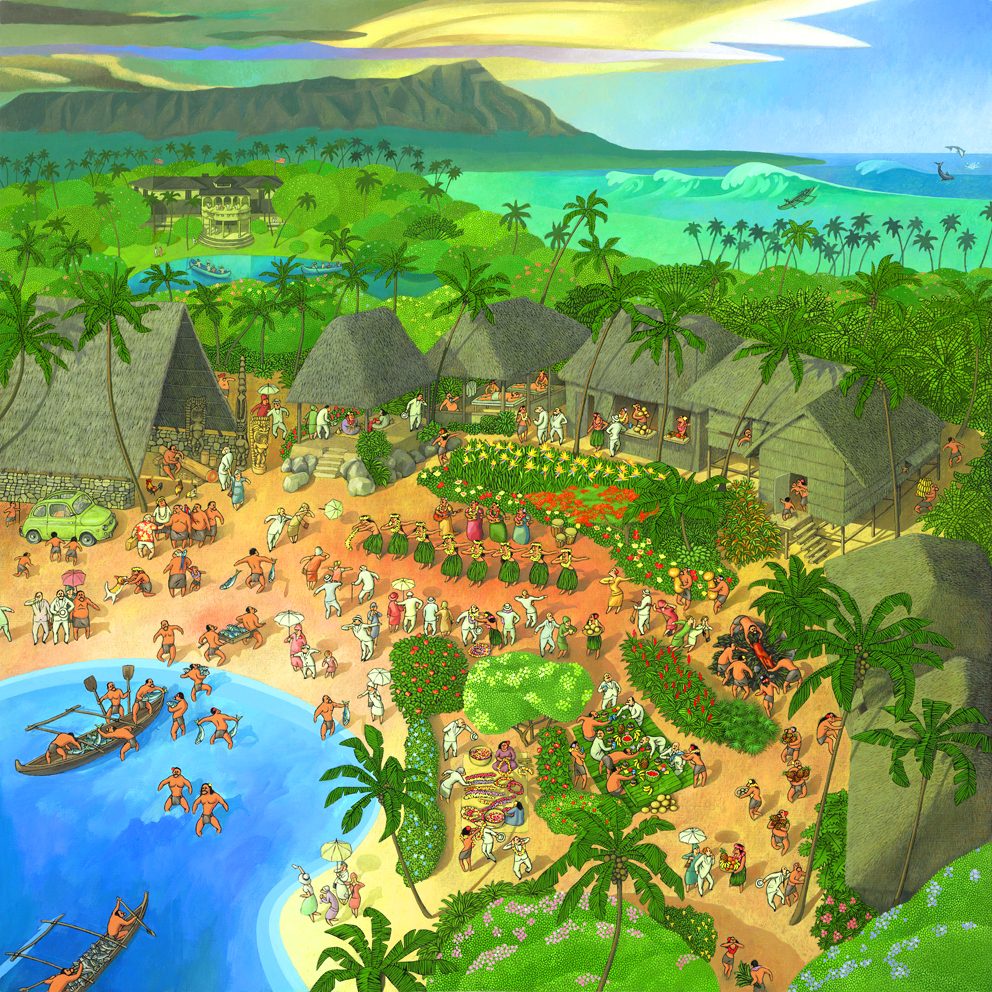
『夏_楽園』 『四季』より。油彩・アクリル絵の具併用、25号S（803×803）VintageCave社
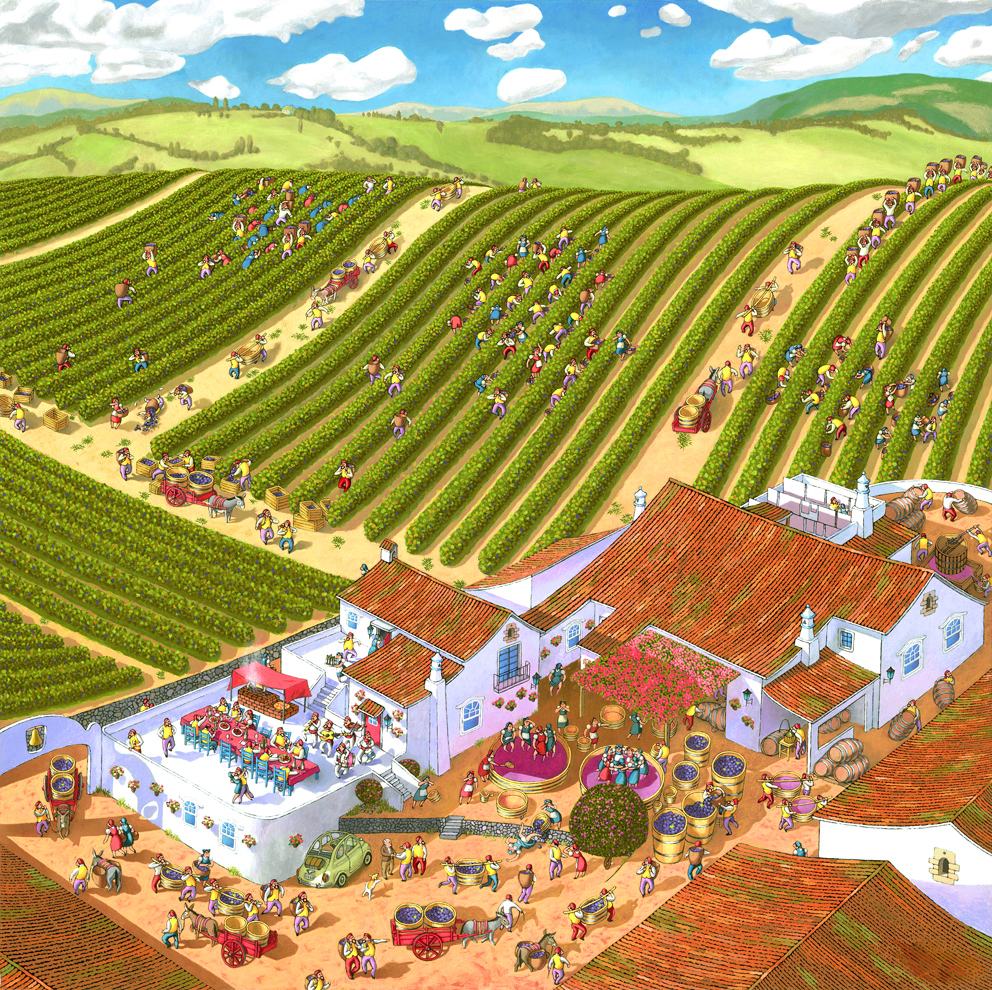
『秋_ワイン造りの村』 『四季』より。油彩・アクリル絵の具併用、25号S（803×803）VintageCave社
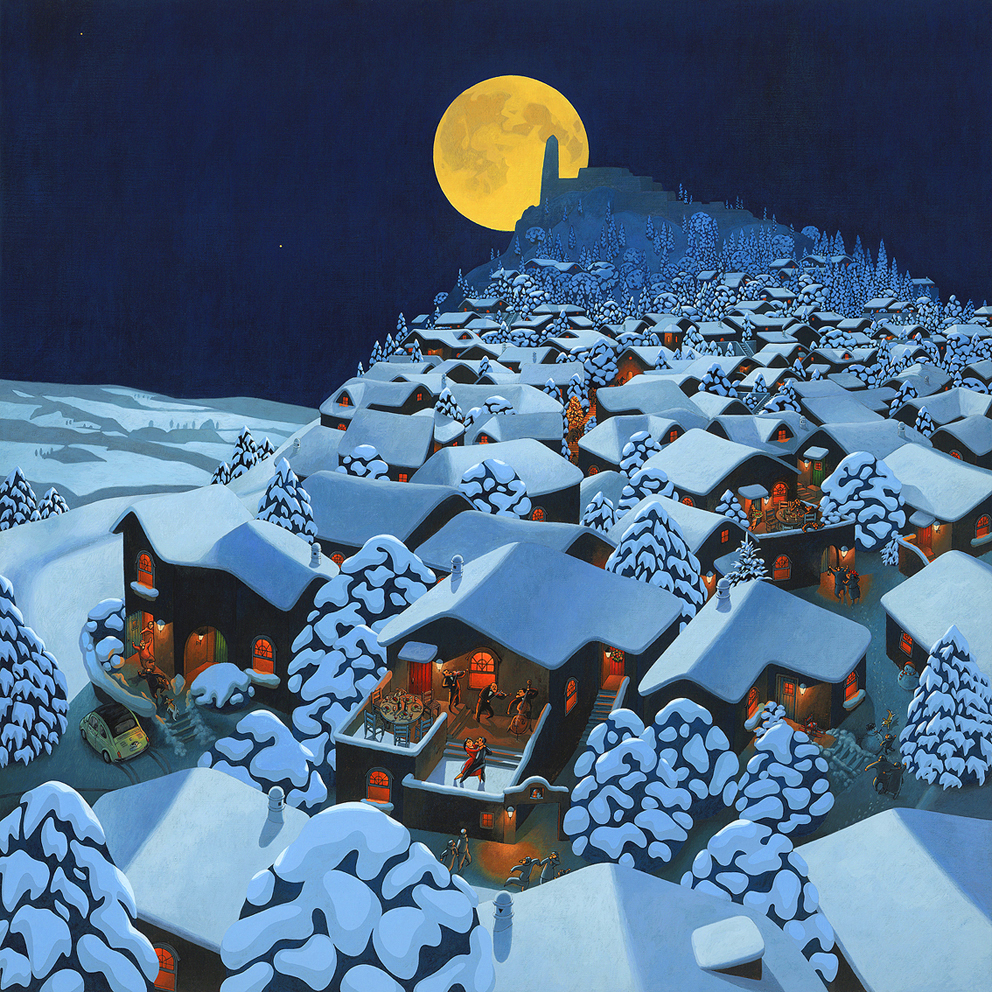
『冬_Holy Night』 『四季』より。油彩・アクリル絵の具併用、25号S（803×803）VintageCave社

## 年譜
- 1951年 - 兵庫県宍粟市に生まれる。
- 1969年 - 県立山崎高等学校卒業
- 1974年 - 大阪芸術大学卒業
- 1974年 - 株式会社資生堂入社
- 1991年 - 株式会社資生堂退社。ジョーズ設立。
- 2011年 - 株式会社プロバと複製画販売契約を結ぶ
- 2013年 - 株式会社アールビバンと複製画販売契約を結ぶ
- 2014年 - ハワイ・VintageCave社と販売契約を結ぶ
- 2020年 - 月刊WiLL（ワック出版）の表紙の風刺画を始める
- 2023年 - 産経新聞・連載小説「きらん風月」（永井紗耶子）<1月8日〜7月20日>の挿し絵を（全188回）担当[1]
- 2024年 - 産経新聞・連載小説「罪名、一万年愛す」（吉田修一）<4/1〜9/30>の挿し絵（全180回）を担当[2]
- 2025年 - 産経新聞・連載小説「暁を踏む馬」（澤田瞳子）<4/1〜>の挿し絵を担当

## 個展
- 1996年 - 銀座・ギャルリー川端
- 1998年 - 銀座・青樺画廊
- 2006年 - 銀座・Gallery 龍乃屋[3]
- 2011年 - 代官山・ガレリア プロバ
- 2012年 - 代官山・ガレリア プロバ
- 2013年 - 代官山・ガレリア プロバ 池袋東武百貨店
- 2014年 - 代官山・ガレリア プロバ
- 2016年 - アラモアナセンター（ホノルル）